# Bieszczadská lesní dráha

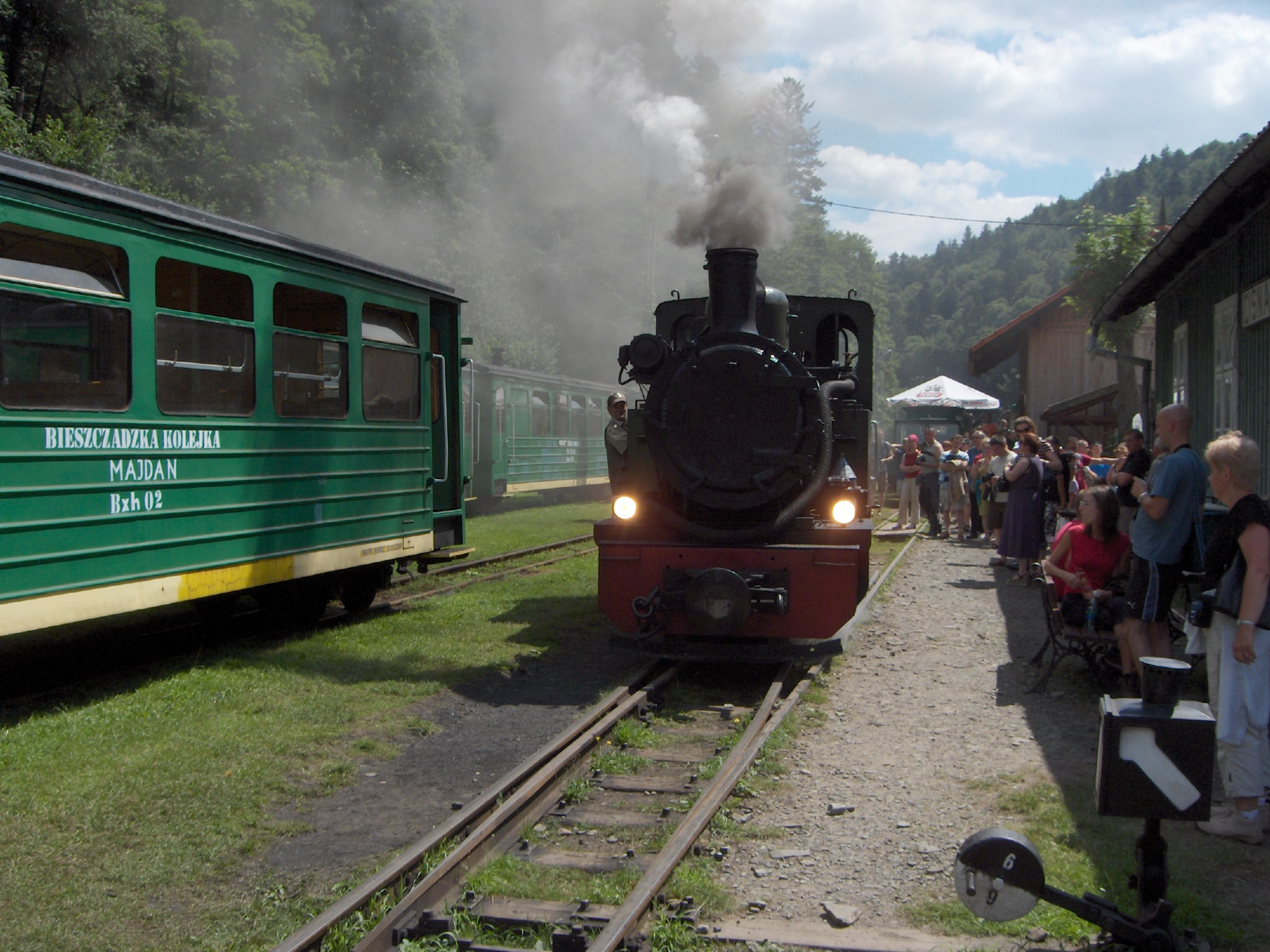
Parní lokomotiva lesní dráhy ve stanici Majdan

Bieszczadská lesní dráha (Bieszczadzka Kolejka Leśna) je nejvýše položená úzkorozchodná dráha v Polsku. Nachází se v geomorfologické oblasti Poloniny v blízkosti hranic Polska se Slovenskem a Ukrajinou.  

## Historie dráhy
Budování dráhy začalo v roce 1890 a provoz byl zahájen v roce 1898. V roce 1994 byl na této úzkorozchodné dráze ukončen provoz. V roce 1997 byl pak provoz obnoven v režimu sezónní turistické atrakce. Turistický charakter má provoz do dnes. Rozchod dráhy činí 750 mm. Původně trať sloužila především k odvozu dřeva z lesů Polonin. Přidruženou funkcí této úzkorozchodné dráhy byla i doprava osob. Největší délka tratě byla 75 km.

## Současnost dráhy
V současnosti je provozováno přibližně 20 km tratě Balnica - Majdan - Przysłup. Provoz na dráze zajišťuje její vlastník, fundacja Bieszczadzkiej Kolejki Leśnej. Tento spolek se také stará o rozvoj provozovaných úseků dráhy.

## Zajímavosti
- Na dráze jezdí i parní vlaky.
- Stanice Balnica se nachází asi 100 metrů od hranice se Slovenskem. Vedou k ní i značené turistické trasy.
- Ve stanici Majdan se nachází deponie vozidel určených k renovaci.